# Bernard Lee
Bernard Lee (Londres, 10 de Janeiro de 1908 — Londres, 16 de Janeiro de 1981) foi um ator britânico.
Ficou conhecido por representar M nos onze primeiros filmes da série James Bond.
Nos anos 1950, foi um ator popular no cinema britânico. Nascido numa família de profissionais do teatro, estreou-se no palco aos seis anos de idade e mais tarde cursou a Royal Academy of Dramatic Art. Apareceu pela primeira vez no teatro West End Stage de Londres em 1928, continuando a fazer teatro durante a década de 1930, ocasionalmente aparecendo em filmes.
Após a II Guerra Mundial, concentrou-se no cinema e foi de encontro à demanda do cinema britânico dos anos 1950 por intérpretes de autoridades bonachões, que incluía sargentos do exército, investigadores de polícia e oficiais de marinha. Detetives tornaram-se sua especialidade, exercida em mais de uma dúzia de filmes, incluindo The Blue Lamp (1950), O Diabo Disse Não (1953) e Father Brown (1954). No começo dos anos 1960, fez aparições regulares como investigador de polícia na segunda série de filmes de "Edgar Wallace", geralmente no papel de "Inspetor Meredith". Também teve aparições memoráveis em O Terceiro Homem (1949), Gift Horse (1952), A Batalha do Rio da Prata (1956), Dunkirk (1958) e Whistle Down The Wind (1961).
Só foi escalado duas vezes para papéis da "oposição": como um sindicalista em The Angry Silence (1960) e como um funcionário público insatisfeito que passa a espionar para os soviéticos em Ring of Spies (1963).
Em 1962, fez sua primeira aparição como o chefe do serviço secreto britânico no primeiro filme de Bond, O Satânico Dr. No. Continuou no papel por mais 10 filmes da série, ao lado de Sean Connery, George Lazenby e Roger Moore, sendo lembrado como "M" por mais de uma geração de espectadores.
Após seu falecimento, foi sucedido na interpretação de "M" na série pelo também ator inglês Robert Brown (sua coestrela em O Terceiro Homem e 007, o Espião que me Amava) nos dois últimos filmes com Roger Moore e nos dois filmes com Timothy Dalton, e pela também atriz inglesa Judi Dench (sua amiga íntima e pessoal) em todos os quatro filmes com Pierce Brosnan e nos que se seguiram com Daniel Craig.
Nas versões ilegítimas Casino Royale (1967) (BR: Cassino Royale / PT: 007, Casino Royale) e Never Say Never Again (1983) (BR: 007 - Nunca Mais Outra Vez / PT: Nunca Digas Nunca), o papel de  M foi desempenhado pelos atores John Huston e Edward Fox, respectivamente.

## Filmografia selecionada
- The Fallen Idol (1948) (BR/PT: O Ídolo Caído) com Ralph Richardson
- The Third Man (1949) (BR/PT: O Terceiro Homem) com Joseph Cotten
- O Diabo Disse Não (1953)
- A Batalha do Rio da Prata (1956)
- The Spanish Gardener (BR: Jardineiro Espanhol) (1956)
- Fire Down Below (1957) (BR: Lábios de Fogo / PT:???) com Rita Hayworth
- The Secret Partner (1961) (BR: O sócio secreto) - com Stewart Granger e Haya Harareet
- Whistle Down the Wind (1961) (BR: Também o vento tem segredos) - com Hayley Mills e Alan Bates
- Dr. No (1962) (BR: O Satânico Dr. No/007 Contra o Satânico Dr. No / PT: 007 - Agente Secreto) com Sean Connery
- From Russia With Love (1963) (BR: 007 - Moscou Contra 007 / PT: 007 - Ordem Para Matar) com Sean Connery
- Goldfinger (1964) (BR: 007 Contra Goldfinger / PT: 007 - Contra Goldfinger) com Sean Connery
- Os Amores de Moll Flanders (não-creditado) (1965)
- Thunderball (1965) (BR: 007 Contra a Chantagem Atômica / PT: 007 - Operação Relâmpago) com Sean Connery
- O Espião Que Veio do Frio (1965)
- Disneylândia (1966) Série de TV
- OK Connery/Operation Kid Brother
- You Only Live Twice (1967) (BR: 007 - Com 007 Só se Vive Duas Vezes / PT: 007 - Só se Vive Duas Vezes) com Sean Connery
- On Her Majesty's Secret Service (1969) (BR: 007 A Serviço Secreto de Sua Majestade / PT: 007 - Ao Serviço de Sua Majestade) com George Lazenby
- O Estrangulador de Rillington Place (não-creditado) (1971)
- The Persuaders (1971) Série de TV
- Diamonds Are Forever (1971) (BR/PT: 007 - Os Diamantes São Eternos) com Sean Connery
- Live and Let Die (1973) (BR: 007 - Viva e Deixe Morrer / PT: 007 - Vive e Deixa Morrer) com Roger Moore
- The Man with the Golden Gun (1974) (BR: 007 Contra o Homem com a Pistola de Ouro / PT: 007 - O Homem com a Pistola Dourada) com Roger Moore
- The Spy Who Loved Me (1977) (BR: 007 - O Espião que me Amava / PT: 007 - Agente Irresistível) com Roger Moore
- Moonraker (1979) (BR: 007 Contra o Foguete da Morte / PT: 007 - Aventura no Espaço) com Roger Moore

## Curiosidades
- Bernard Lee se preparava para atuar em For Your Eyes Only (BR: 007 - Somente para Seus Olhos / PT: 007 - Missão Ultra-Secreta), quando faleceu. Como forma de homenageá-lo, o produtor Albert Broccoli retirou a personagem M da trama, explicando que M estava viajando. No filme seguinte, Octopussy (BR: 007 Contra Octopussy / PT: 007 - Operação Tentáculo), M foi representado pelo ator Robert Brown, sua coestrela em The Third Man (BR/PT: O Terceiro Homem).
- O filme Fire Down Below (BR: Lábios de Fogo / PT:???), que conta com a presença de Lee foi produzido por Albert Broccoli, um dos produtores originais da saga James Bond.
- Num castelo escocês em The World Is Not Enough (BR: 007 - O Mundo Não é o Bastante / PT: 007 - O Mundo Não Chega), há uma foto de Bernard Lee.
- Bernard Lee é avô do também ator Jonny Lee Miller, que interpreta Sherlock Holmes no seriado Elementary.